# Incidente de Saipã

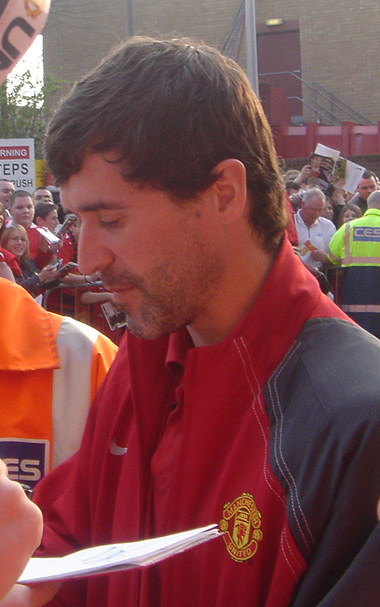
Roy Keane dá autógrafo em 2005, seu último ano no Manchester United

O Incidente de Saipã foi uma caso de discussão pública entre o meio-campista Roy Keane e o técnico da Seleção Irlandesa, Mick McCarthy, em maio de 2002, quando a equipe preparava-se em Saipã, nas Marianas Setentrionais, para disputar a Copa do Mundo sediada por Japão e Coreia do Sul. A briga resultou na expulsão de Keane, principal jogador e capitão da Irlanda na competição, e dividiu a opinião pública sobre quem era o culpado.

## Antecedentes
Antes dos problemas com McCarthy, Roy Keane foi escolhido como capitão da Irlanda na Copa de 2002. Desde sua estreia, com Jack Charlton, e sob o comando do ex-zagueiro que integrou a seleção na Eurocopa de 1988 e da Copa de 1990, o meio-campista afirmou que os preparativos da Associação de Futebol da Irlanda como "não profissionais" e criticou os dois técnicos.

## Preparação e a briga com McCarthy
Saipã, maior ilha do arquipélago das Marianas Setentrionais, foi escolhida como o local de preparação da Irlanda para a Copa. Ao chegar ao território, Roy Keane, que chegou a afirmar para Sir Alex Ferguson, seu treinador no Manchester United, que iria ao torneio "para ganhar", não teria gostado das instalações, que segundo ele, não atendiam às expectativas. Em 21 de maio, o meio-campista pensou em voltar ao seu país, mas declinou e permaneceu em Saipã.
Um artigo do jornal The Irish Times aumentaram as tensões, e Mick McCarthy decidiu questionar Keane sobre o assunto. O técnico acusou o jogador de ter simulado uma lesão na repescagem contra o Irã, e Keane chamou McCarthy de "mentiroso", além de proferir ofensas contra ele. Foi a gota d'água para a exclusão do meia.
McCarthy ensaiou um pedido de desculpas a Keane, mas o meio-campista recusou, alegando que "não seria interessante para o futebol irlandês" sua reintegração ao elenco que disputaria a Copa na Ásia, e que "o estrago já estava feito". Com isso, perdeu a chance de jogar sua segunda Copa na carreira (participara em 1994). Em entrevista para a rede RTÉ, o atleta não descartou voltar para a Seleção. Antes do afastamento de Keane, eram cinco remanescentes das Copas de 1990 e 1994 (Steve Staunton - que herdou a braçadeira de capitão - , Alan Kelly, Gary Kelly e Niall Quinn, além do próprio jogador do Manchester United), mas não iria vestir novamente a camisa irlandesa enquanto McCarthy fosse o técnico. Colin Healy, do Celtic, foi convocado para a vaga de Keane, mas não conseguiu ser inscrito a tempo de jogar a competição.
Em 2004, Keane voltou a disputar um jogo oficial pela Irlanda, num amistoso contra a Romênia, já com Brian Kerr (que substituiu McCarthy, demitido após não classificar o selecionado para a Eurocopa de 2004) no comando.

## Reconciliação
Já aposentado, Keane, que iniciara sua carreira de técnico no Sunderland, telefonou para McCarthy, que treinava o Wolverhampton Wanderers, em novembro de 2006. Os dois resolveram os problemas de Saipã com um aperto de mãos, fato que chamou a atenção da mídia. No reencontro entre eles, em abril do ano seguinte, Keane elogiou o trabalho do ex-desafeto no Sunderland, entre 2003 e 2006.